# Горбачёва, Наталья Ивановна (легкоатлетка)
Наталья Ивановна Горбачёва (род. 24 июля 1947 года, Выборг, Ленинградская область, РСФСР, СССР) — советская метательница диска и толкательница ядра.

## Достижения
- 8 место по метанию диска среди женщин в финале Олимпийских игр 1976 года (результат 63,46 метров)
- место по метанию диска среди женщин в финале Чемпионата Европы по лёгкой атлетике 1978 года (63,58 метров)
- место по метанию диска среди женщин в Чемпионате СССР по лёгкой атлетике 1976 года (64,9 метра) и  же место по метанию диска среди женщин в Чемпионате 1977 года (65,46 метров)
- место по метанию диска среди женщин в Чемпионате СССР по лёгкой атлетике 1978 года (64,44 метра)